# Karatina
Karatina est une ville du comté de Nyeri au Kenya. La ville compte 23 552 habitants en 2019.